# Бесерра, Каэль
Каэль Алехандро Бесерра Рохас (исп. Kael Alejandro Becerra Rojas; род. 14 ноября 1985, Сантьяго) — чилийский легкоатлет, специалист по бегу на короткие дистанции. Выступал на профессиональном уровне в 2001—2012 годах, победитель и призёр ряда крупных международных стартов, многократный чемпион Чили, действующий рекордсмен страны в беге на 60 метров в помещении.

## Биография
Каэль Бесерра родился 14 ноября 1985 года в Сантьяго, Чили.
Дебютировал в лёгкой атлетике на международном уровне в сезоне 2001 года, когда вошёл в состав чилийской сборной и выступил на юношеском мировом первенстве в Дебрецене, где бежал 100 и 200 метров.
В 2002 году стартовал в эстафете 4×100 метров на юниорском мировом первенстве в Кингстоне. На чемпионате Южной Америки среди юниоров в Белене выиграл бронзовую медаль в беге на 200 метров и серебряную медаль в эстафете 4×100 метров.
В 2003 году на дистанциях 100 и 200 метров стартовал на юниорском панамериканском первенстве в Бриджтауне.
На молодёжном первенстве Южной Америки 2004 года в Баркисимето стал пятым в дисциплине 100 метров, сошёл с дистанции в дисциплине 200 метров, завоевал бронзовую награду в эстафете 4×100 метров. Позднее бежал 100 метров на юниорском мировом первенстве в Гроссето.
На чемпионате Южной Америки 2005 года в Кали стал шестым в 100-метровом беге, тогда как в 200-метровом беге в финал не вышел.
В 2006 году дошёл до полуфинала на чемпионате мира в помещении в Москве, в 100-метровой дисциплине выиграл серебряные медали на иберо-американском чемпионате в Понсе и на южноамериканском чемпионате в Тунхе. На молодёжном первенстве Южной Америки в Буэнос-Айресе одержал победу в беге на 100 метров и стал серебряным призёром в эстафете 4×400 метров.
В феврале 2007 года на соревнованиях в помещении в Валенсии установил ныне действующий рекорд Чили в беге на 60 метров — 6,61. Позднее в беге на 100 метров выиграл бронзовую медаль на ALBA Games в Каракасе, стартовал на Панамериканских играх в Рио-де-Жанейро и на Всемирной Универсиаде в Бангкоке.
В 2008 году бежал 60 метров на чемпионате мира в помещении в Валенсии, взял бронзу в 100-метровой дисциплине на иберо-американском чемпионате в Икике.
В 2009 году стал бронзовым призёром на чемпионате Южной Америки в Лиме, показал четвёртый результат на Всемирной Универсиаде в Белграде.
На иберо-американском чемпионате 2010 года в Сан-Фернандо в финал не вышел.
В 2011 году установил свои личные рекорды в беге на 100 и 200 метров — 10,26 и 20,77 соответственно. Получил серебряную и бронзовую награды на чемпионате Южной Америки в Буэнос-Айресе, принимал участие во Всемирной Универсиаде в Шэньчжэне и в Панамериканских играх в Гвадалахаре.
Завершил спортивную карьеру по окончании сезона 2012 года.